# حيوانات البليستوسين الضخمة

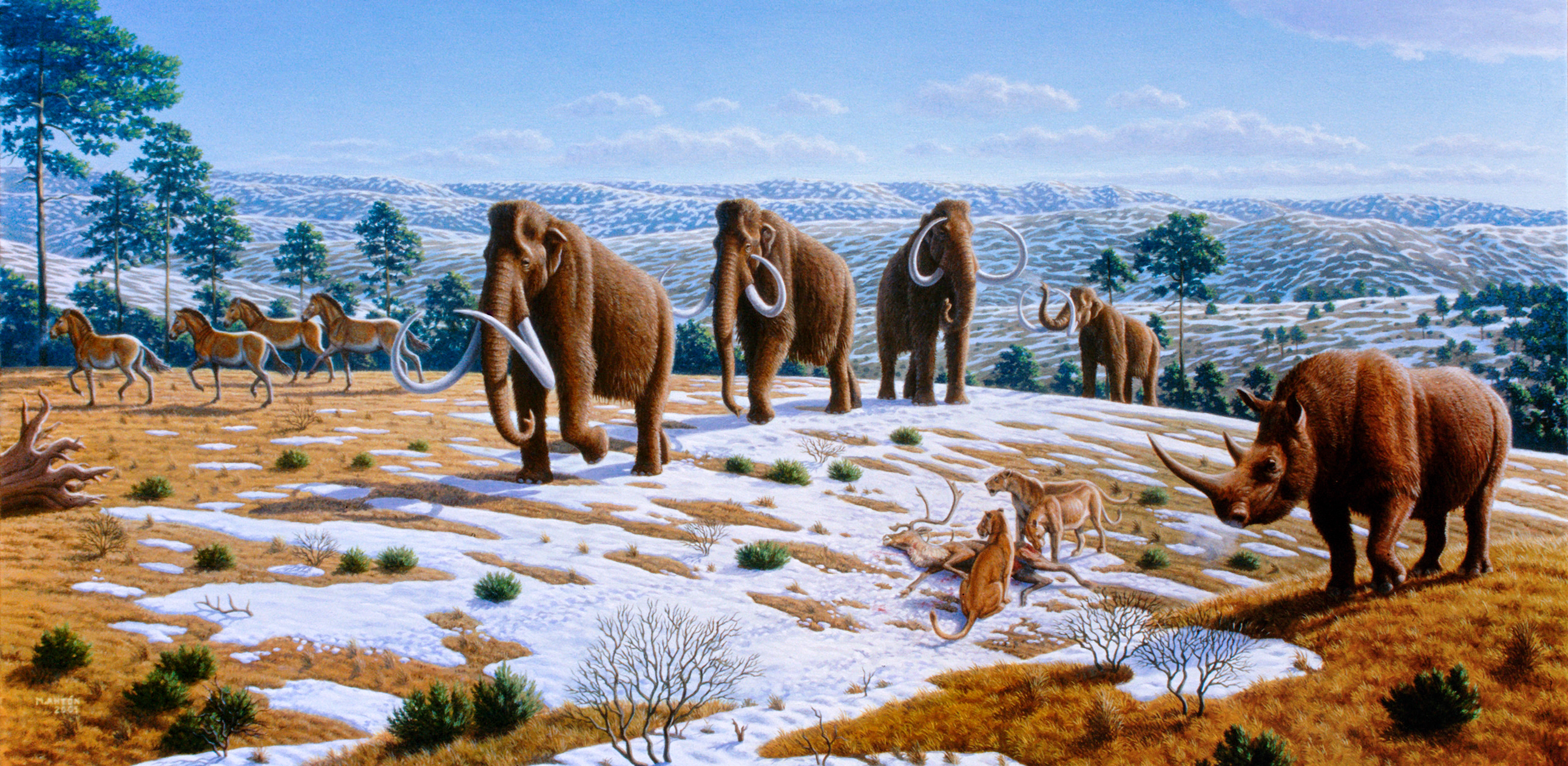
تصوير لمجموعة من الحيوانات في البليستوسين المتأخر في شمال إسبانيا، رسم موريسيو أنطون

حيوانات البليستوسين الضخمة أو حيوانات العصر الحديث الأقرب الضخمة أو ميجافونا البليستوسين هي مجموعة من الحيوانات الكبيرة التي عاشت على الأرض خلال عصر البليستوسين وانقرضت خلال حدث انقراض الرباعي، ميجافونا هو مصطلح يُستخدم لوصف حيوان وزن جسم البالغ منه أكثر من 44 كجم.

## نظريات
قدمت أربعة نظريات كأسباب محتملة لانقراض هذه الحيوانات: الصيد من قبل البشر، تغير المناخ، انتشار الأمراض، اصطدام كويكب أو مذنب، هذه العوامل ليست بالضرورة حصرية، اثنتين أو أكثر قد تكون اشتركت لتتسبب في الانقراض.

## وصلات خارجية
- "Ice Age Bay Area". مؤرشف من الأصل في 2011-07-02.
- "The Extinct Late Pleistocene Mammals of North America". مؤرشف من الأصل في 2019-03-26.
- "End of the Big Beasts". مؤرشف من الأصل في 2010-04-20.
- "Of mice, mastodons and men: human-mediated extinctions on four continents" (PDF).
- "Return to the Ice Age: The La Brea Exploration Guide". مؤرشف من الأصل في 2011-11-13.
- "Large Collection of European Ice Age Megafauna Fossils: The World Museum of Man Collection". مؤرشف من الأصل في 2015-10-08.